# Lago Eola
O Lago Eola (em inglês:  Lake Eola), localiza-se próximo ao centro da cidade de Orlando, na Flórida. Nele encontra-se um grande chafariz flutuante. À noite, luzes coloridas são acesas, formando uma bela paisagem no lago.